# Musikproduktion
Musikproduktion ist der Herstellungsprozess eines musikalischen Werkes, das meist zur (kommerziellen) Veröffentlichung bestimmt ist. Tonträger und Qualitätsniveau können sehr stark variieren. Im Fachjargon wird das jeweilige Projekt bzw. Ergebnis oft auch einfach „Produktion“ genannt.

## Allgemeines
Dreh- und Angelpunkt der modernen Musikproduktion ist das Tonstudio, in dem alle Prozesse zusammenlaufen. Das Tonstudio kann ein Heimstudio im Hobbykeller, aber auch eine hochprofessionelle Einrichtung sein, in der ganze Chöre und Orchester mit hochwertiger Technik aufgenommen werden können. Heutzutage entstehen Produktionen hauptsächlich direkt im Studio auf Digital Audio Workstations, jedoch finden Aufnahmen teilweise auch außerhalb statt (Live- bzw. Feldaufnahme) und werden dann im Studio nachbearbeitet.
Die künstlerische und technische Leitung hat in der Regel der Musikproduzent, dessen Rolle im Rahmen der Produktion sehr individuell ist. Bei anspruchsvollen Produktionen obliegt die künstlerische Leitung dem Tonmeister.
Die moderne technische Entwicklung hat einen starken Egalisierungseffekt, d. h. mit Hard- und Software im Wert von wenigen tausend Euro können – Know-how und Talent vorausgesetzt – zu Hause professionelle Ergebnisse erzielt werden. Früher musste hierzu ein teures Profistudio gebucht werden. Da auch viele professionelle Musiker inzwischen zumindest die Vorproduktion im eigenen Heimstudio erledigen, ist die Auslastung und Anzahl großer Studios sowie die Qualität zurückgegangen.

## Hauptschritte einer Standard-Musikproduktion
Die folgende Abgrenzung ist nur schematisierend, da die einzelnen Arbeitsschritte tatsächlich meist fließend ineinander übergehen. Auch die Abfolge kann je nach Genre und persönlichen Vorlieben des Produzenten variieren.
1. Entwurf/Demoaufnahme
2. Vorproduktion
3. Tonaufnahme
4. Mix
5. Mastering
6. CD-Herstellung